# Spiniphora trispinosa
Spiniphora trispinosa är en tvåvingeart som först beskrevs av Malloch 1912.  Spiniphora trispinosa ingår i släktet Spiniphora och familjen puckelflugor. Inga underarter finns listade i Catalogue of Life.